# Лауреаты Государственной премии Российской Федерации за 2000 год

## Лауреаты в области литературы и искусства

### В области литературы
За роман «Монументальная пропаганда»
- Войнович, Владимир Николаевич, прозаик.

За роман «Хуррамабад»
- Волос, Андрей Германович, прозаик.

### В области архитектуры
За комплекс работ нижегородской архитектурной школы: жилые дома на улице Ульянова и улице Большая Покровская, административное здание отделения Пенсионного фонда Российской Федерации по Нижегородской области, здание театра «Комедия»
- Пестов, Евгений Николаевич, руководитель авторского коллектива, архитектор.
- Харитонов, Александр Евгеньевич (посмертно), руководитель авторского коллектива, архитектор.
- Варичева, Ирина Владимировна, архитектор.
- Зеляев, Александр Игоревич, архитектор.
- Карцев, Юрий Николаевич, архитектор.
- Коваленко, Владимир Алексеевич, архитектор.
- Копылов, Андрей Юрьевич, архитектор.
- Никишин, Валерий Викторович, архитектор.
- Пестова, Наталья Николаевна, архитектор.
- Степовой, Андрей Витальевич, архитектор.

### В области дизайна
За серию социальных, культурных и рекламных плакатов 1994—2000 годов
- Логвин, Андрей Николаевич, дизайнер-график.

За разработку и реализацию дизайн — системы «КАМАЗ-мастер»
- Якубов, Семён Семёнович, руководитель авторского коллектива, инженер-конструктор,
- Якубова, Ольга Ивановна, дизайнер,
- Беляев, Айдар Раисович, инженер-конструктор,
- Кабиров, Фирдаус Зарипович, инженер-конструктор,
- Костин, Иван Михайлович, инженер-конструктор,
- Халиков, Ильдар Шафкатович, инженер-конструктор,
- Чагин, Владимир Геннадьевич, инженер-конструктор,
- Медведев, Михаил Михайлович, журналист.

### В области изобразительного искусства
За цикл работ «Динамические композиции»
- Кудряшов, Олег Александрович, художник.

За цикл живописных произведений «Прощание с деревней»
- Обросов, Игорь Павлович, художник.

За серию художественных фотографий «Групповой портрет на фоне века»
- Рост, Юрий Михайлович, фотограф.

### В области киноискусства
За художественный фильм «Барак»
- Огородников, Валерий Геннадьевич, режиссёр-постановщик, автор сценария.
- Петров, Виктор Дмитриевич, автор сценария.
- Клименко, Юрий Викторович, оператор-постановщик.
- Зелинская, Вера Евгеньевна, художник-постановщик.
- Иванов, Виктор Борисович, художник-постановщик.
- Гасан-Заде, Алиакпер Али-Гейдар оглы, звукорежиссёр.
- Егорова, Наталия Сергеевна, исполнитель роли.
- Сидихин, Евгений Владимирович, исполнитель роли.
- Усатова, Нина Николаевна, исполнитель роли.
- Ярмольник, Леонид Исаакович, исполнитель роли.

За документальные фильмы «Рыбацкое счастье», «Четвертое измерение», «Казачья доля»
- Эйснер, Владимир Эвальдович, режиссёр, автор сценариев.
- Корзун, Евгений Алексеевич, оператор.

### В области музыкального и хореографического искусства
За концертные программы Международных фестивалей искусств имени А. Сахарова
- Башмет, Юрий Абрамович, альтист.

За главные партии в спектаклях Государственного академического Мариинского театра «Спящая красавица» П. Чайковского, «Манон» Ж. Массне, «Юноша и смерть» И. С. Баха, «Шехеразада» Н. Римского-Корсакова
- Вишнева, Диана Викторовна, солистка балета.

За главные партии в спектаклях Государственного академического Большого театра России «Спящая красавица» П. Чайковского, «Жизель» А. Адана, «Баядерка» Л. Минкуса, «Раймонда» А. Глазунова, «Дочь фараона» Ц. Пуни
- Цискаридзе, Николай Максимович, солист балета.

За концертные программы 1995—2000 годов
- Гутман, Наталия Григорьевна, виолончелистка.

За концертные программы Академического симфонического оркестра Санкт-Петербургской филармонии имени Д. Д. Шостаковича
- Дмитриев, Александр Сергеевич, художественный руководитель — главный дирижёр.

### В области театрального искусства
За исполнение ролей классического и современного репертуара
- Маковецкий, Сергей Васильевич, артист,
- Неёлова, Марина Мстиславовна, артист,
- Яковлева, Елена Алексеевна, артист,
- Ясулович, Игорь Николаевич, артист.

За спектакль Российского государственного академического Большого драматического театра имени Г. А. Товстоногова «Аркадия» по пьесе Т. Стоппарда
- Нюганен, Элмо, режиссёр-постановщик,
- Кочергин, Эдуард Степанович, художник-постановщик,
- Лаврова, Мария Кирилловна, исполнитель главной роли,
- Семак, Пётр Михайлович, исполнитель главной роли,
- Толубеев, Андрей Юрьевич, исполнитель главной роли,
- Фрейндлих, Алиса Бруновна, исполнитель главной роли.

### В области эстрадного и циркового искусства
За цикл программ «Джаз: тема с вариациями», «Золотые мелодии джаза», «Джаз и симфоническая музыка», «Саксофон — король джаза», «Первые сорок лет в джазе»
- Гаранян, Георгий Арамович, композитор, дирижёр, саксофонист.

За цирковой аттракцион «Суматранские тигры»
- Павленко, Николай Карпович, руководитель аттракциона.

### В области просветительской деятельности
За книгу «Пушкин. Русская картина мира»
- Непомнящий, Валентин Семёнович, литературовед.

За сохранение, изучение и развитие творческого наследия Вс. Мейерхольда, создание Театрально-культурного центра имени Вс. Мейерхольда
- Фокин, Валерий Владимирович, художественный руководитель Театрально-культурного центра имени Вс. Мейерхольда,
- Валентей, Мария Алексеевна, заведующая Музеем-квартирой Вс. Мейерхольда,
- Фельдман, Олег Максимович, заведующий отделом Государственного института искусствознания.

### За произведения для детей и юношества
- За цикл программ в Большом зале московской консерватории и Концертном зале имени П. И. Чайковского 1998—2000 годов
  - Попов, Виктор Сергеевич, главный дирижёр — художественный руководитель Большого детского хора ВГТРК.

## Лауреаты в области науки и техники
За работу «Геомагнитные циклы в истории Земли»
- Петрова, Галина Николаевна, доктор физико-математических наук, главный научный сотрудник Объединённого института физики Земли имени О. Ю. Шмидта Российской академии наук, руководитель работы.
- Бураков, Константин Спиридонович, кандидат физико-математических наук, ведущий научный сотрудник.
- Бурлацкая, Серафима Петровна, доктор физико-математических наук, главный научный сотрудник.
- Начасова, Инга Евгеньевна, доктор физико-математических наук, ведущий научный сотрудник.
- Печерский, Диамар Михайлович, доктор геолого-минералогических наук, главный научный сотрудник.
- Поспелова, Генриэтта Антониновна, кандидат физико-математических наук, ведущий научный сотрудник, — работник того же института;
- Гурарий, Гарри Зиновьевич, доктор физико-математических наук, заведующий лабораторией Геологического института Российской академии наук;
- Храмов, Алексей Никитич, доктор физико-математических наук, заведующий отделом федерального государственного унитарного предприятия «Всероссийский нефтяной научно-исследовательский геологоразведочный институт» Министерства природных ресурсов Российской Федерации и Российской академии наук.

За работу «Научные основы вегетативного размножения растений методом зелёного черенкования»
- Самощенков, Егор Григорьевич, кандидат сельскохозяйственных наук, заведующий кафедрой Московской сельскохозяйственной академии имени К. А. Тимирязева.
- Фаустов, Виктор Васильевич, доктор сельскохозяйственных наук, профессор той же академии;
- Кашин, Владимир Иванович, академик Российской академии сельскохозяйственных наук, директор Всероссийского селекционно-технологического института садоводства и питомниководства Российской академии сельскохозяйственных наук.
- Поликарпова, Фаина Яковлевна, доктор сельскохозяйственных наук, ведущий научный сотрудник.
- Трушечкин, Василий Григорьевич, член-корреспондент Российской академии сельскохозяйственных наук, советник при дирекции, — работник того же института;
- Ермаков, Борис Семёнович, доктор сельскохозяйственных наук (посмертно);
- Тарасенко, Михаил Трофимович, доктор сельскохозяйственных наук (посмертно).

За цикл работ по теории больших деформаций, накоплению повреждений и разрушению конструкционных материалов
- Болотин, Владимир Васильевич, академик, заведующий лабораторией Института машиноведения имени А. А. Благонравова Российской академии наук, руководитель работы;
- Вакуленко, Август Алексеевич, доктор физико-математических наук, профессор Санкт-Петербургского государственного университета.
- Морозов, Никита Фёдорович, академик, заведующий кафедрой.
- Черных, Климентий Феодосьевич, доктор физико-математических наук, профессор, — работник того же университета;
- Гольдштейн, Роберт Вениаминович, доктор физико-математических наук, заведующий лабораторией Института проблем механики Российской академии наук.

За создание дальнего магистрального пассажирского широкофюзеляжного самолёта Ил-96-300 с турбовентиляторными двигателями ПС-90А
- Близнюк, Станислав Григорьевич, лётчик-испытатель первого класса, заместитель начальника лётно-испытательной и доводочной базы по летным испытаниям открытого акционерного общества «Авиационный комплекс имени С. В. Ильюшина».
- Елсакова, Ольга Николаевна, ведущий инженер-конструктор.
- Ливанов, Виктор Владимирович, генеральный директор.
- Сидоров, Алексей Владимирович, начальник отдела.
- Терентьев, Вячеслав Иванович, первый заместитель генерального конструктора;
- Иноземцев, Александр Александрович, доктор технических наук, генеральный конструктор — первый заместитель генерального директора открытого акционерного общества «Авиадвигатель»;
- Саликов, Вячеслав Алексеевич, кандидат технических наук, генеральный директор открытого акционерного общества «Воронежское акционерное самолётостроительное общество»;
- Стучалкин, Юрий Арсеньевич, кандидат технических наук, заместитель директора федерального государственного унитарного предприятия «Центральный аэрогидродинамический институт имени профессора Н. Е. Жуковского».

За работу «Краун-соединения в химии и технологии»
- Цивадзе, Аслан Юсупович, член-корреспондент Российской академии наук, заместитель директора Института общей и неорганической химии имени Н. С. Курнакова Российской академии наук
- Алфимов, Михаил Владимирович, академик, председатель Российского фонда фундаментальных исследований;
- Зефиров, Николай Серафимович, академик, директор Института физиологически активных веществ Российской академии наук;
- Золотов, Юрий Александрович, академик, заведующий кафедрой Московского государственного университета имени М. В. Ломоносова.
- Плетнев, Игорь Владимирович, кандидат химических наук, ведущий научный сотрудник того же университета;
- Формановский, Андрей Альфредович, доктор химических наук, ведущий научный сотрудник Института биоорганической химии имени М. М. Шемякина и Ю. А. Овчинникова Российской академии наук;
- Якшин, Виктор Васильевич, доктор химических наук, начальник лаборатории Всероссийского научно-исследовательского института химической технологии;
- Иванов, Олег Викторович (посмертно).

За цикл трудов «Асимптотические методы исследования уравнений математической физики»
- Карасев, Михаил Владимирович, доктор физико-математических наук, заведующий кафедрой Московского государственного института электроники и математики (технического университета);
- Буслаев, Владимир Савельевич, доктор физико-математических наук, профессор Санкт-Петербургского государственного университета;
- Ильин, Арлен Михайлович, академик, заведующий отделом Института математики и механики Уральского отделения Российской академии наук.

За цикл работ «Теоретические основы комплексной переработки нетрадиционного титано-редкометалльного и алюмосиликатного сырья»
- Леонтьев, Леопольд Игоревич, академик, директор Института металлургии Уральского отделения Российской академии наук.
- Шаврин, Сергей Викторинович, доктор технических наук, главный научный сотрудник того же института;
- Ватолин, Николай Анатольевич, академик, советник Российской академии наук;
- Захаров, Виктор Иванович, доктор технических наук, заведующий лабораторией Института химии и технологии редких элементов и минерального сырья имени И. В. Тананаева Кольского научного центра Российской академии наук.
- Калинников, Владимир Трофимович, академик, директор.
- Николаев, Анатолий Иванович, доктор технических наук, заведующий лабораторией, — работник того же института;
- Морозов, Анатолий Андреевич, кандидат технических наук, старший научный сотрудник Института металлургии и материаловедения имени А. А. Байкова Российской академии наук.
- Резниченко, Владлен Алексеевич, доктор технических наук, заведующий лабораторией того же института.

За разработку и реализацию новых методов структурной нейтронографии по времени пролёта с использованием импульсных и стационарных реакторов
- Аксёнов, Виктор Лазаревич, доктор физико-математических наук, директор Лаборатории нейтронной физики имени И. М. Франка Объединённого института ядерных исследований.
- Балагуров, Анатолий Михайлович, доктор физико-математических наук, начальник сектора.
- Нитц, Владимир Вольдемарович, старший научный сотрудник, — работник той же лаборатории Объединённого института ядерных исследований;
- Глазков, Виктор Павлович, начальник группы Российского научного центра «Курчатовский институт».
- Соменков, Виктор Александрович, доктор физико-математических наук, начальник лаборатории того же научного центра;
- Кудряшев, Валерий Алексеевич, кандидат физико-математических наук, старший научный сотрудник Петербургского института ядерной физики имени Б. П. Константинова Российской академии наук.
- Трунов, Виталий Андреевич, доктор физико-математических наук, заведующий лабораторией того же института;
- Останевич, Юрий Мечиславович, доктор физико-математических наук (посмертно).

За книгу «Скифский роман»
- Бонгард-Левин, Григорий Максимович, академик, главный научный сотрудник Института востоковедения Российской академии наук, руководитель работы;
- Зуев, Вадим Юрьевич, кандидат исторических наук, старший научный сотрудник Государственного Эрмитажа;
- Литвиненко, Юрий Николаевич, кандидат исторических наук, старший научный сотрудник Института всеобщей истории Российской академии наук;
- Тункина, Ирина Владимировна, кандидат исторических наук, учёный секретарь Санкт-Петербургского филиала Архива Российской академии наук.

За разработку стратегии получения ингибиторов вируса иммунодефицита человека и создание фосфазида — нового лекарственного препарата для лечения людей
- Куханова, Марина Константиновна, доктор биологических наук, заведующая лабораторией Института молекулярной биологии имени В. А. Энгельгардта Российской академии наук;
- Бибилашвили, Роберт Шалвович, кандидат физико-математических наук, заведующий отделом Института экспериментальной кардиологии Российского кардиологического научно-производственного комплекса;
- Галегов, Георгий Артемьевич, доктор биологических наук, руководитель отдела Института вирусологии имени Д. И. Ивановского Российской академии медицинских наук;
- Кайков, Михаил Игоревич, заместитель председателя совета директоров закрытого акционерного общества «Производственно-коммерческая Ассоциация АЗТ».
- Кононов, Александр Васильевич, кандидат технических наук, генеральный директор того же акционерного общества;
- Покровский, Вадим Валентинович, академик Российской академии медицинских наук, заведующий лабораторией Центрального научно-исследовательского института эпидемиологии.
- Юрин, Олег Геральдович, доктор медицинских наук, старший научный сотрудник того же института;
- Краевский, Александр Антонович, академик (посмертно).

За разработку и внедрение аппаратуры для лечения и функциональной диагностики с использованием низкоинтенсивных электромагнитных колебаний в миллиметровом диапазоне длин волн
- Девятков, Николай Дмитриевич, академик, советник при дирекции Института радиотехники и электроники Российской академии наук, руководитель работы.
- Бецкий, Олег Владимирович, доктор физико-математических наук, заведующий лабораторией.
- Кислов, Владимир Яковлевич, доктор физико-математических наук, заведующий отделом.
- Синицын, Николай Иванович, доктор физико-математических наук, заместитель директора Саратовского филиала, — работник того же института;
- Лебедева, Наталия Николаевна, доктор биологических наук, заместитель генерального директора закрытого акционерного общества «МТА-КВЧ»;
- Голант, Михаил Борисович, доктор технических наук, директор товарищества с ограниченной ответственностью «Милмед»;
- Дедик, Юрий Васильевич, кандидат технических наук, инженер Фрязинской городской стоматологической поликлиники;
- Кислов, Владимир Владимирович, доктор физико-математических наук, научный консультант "Научно-производственного объединения «Форум».

За разработку научных основ создания нового поколения сталей и сплавов для эксплуатации в экстремальных условиях и технологии их обработки
- Банных, Олег Александрович, академик, заведующий лабораторией Института металлургии и материаловедения имени А. А. Байкова Российской академии наук.
- Блинов, Виктор Михайлович, доктор технических наук, главный научный сотрудник.
- Костина, Мария Владимировна, кандидат технических наук, старший научный сотрудник, — работник того же института;
- Деркач, Геннадий Григорьевич, доктор технических наук, директор по зарубежному производству, заместитель генерального директора открытого акционерного общества «Научно-производственное объединение энергетического машиностроения имени академика В. П. Глушко».
- Семёнов, Виктор Никонорович, доктор технических наук, главный инженер опытного завода того же акционерного общества;
- Колесников, Александр Григорьевич, кандидат технических наук, руководитель научно-учебного комплекса Московского государственного технического университета имени Н. Э. Баумана;
- Петраков, Александр Фёдорович, доктор технических наук, заместитель генерального директора государственного предприятия Государственного научного центра Российской Федерации «Всероссийский научно-исследовательский институт авиационных материалов».

За работу «Химия горячих атомов трития как основа метода исследования поверхностных молекулярных слоев и структуры биополимеров»
- Богачева, Елена Николаевна, кандидат химических наук, ведущий научный сотрудник Института химической физики имени Н. Н. Семёнова Российской академии наук.
- Волынская, Алефтина Васильевна, кандидат химических наук, старший научный сотрудник.
- Гольданский, Виталий Иосифович, академик, советник Российской академии наук.
- Шишков, Александр Владимирович, доктор химических наук, заместитель директора, — работник того же института;
- Агафонов, Дмитрий Евгеньевич, аспирант Института белка Российской академии наук.
- Колб, Вячеслав Адамович, младший научный сотрудник.
- Спирин, Александр Сергеевич, академик, директор, — работник того же института;
- Баратова, Людмила Алексеевна, доктор химических наук, заведующая отделом Научно-исследовательского института физико-химической биологии имени А. Н. Белозерского Московского государственного университета имени М. В. Ломоносова.

За цикл работ «Гнойно-септическая кардиохирургия»
- Шевченко, Юрий Леонидович, академик Российской академии медицинских наук, начальник Военно-медицинской академии Министерства обороны Российской Федерации, руководитель работы.
- Матвеев, Сергей Анатольевич, доктор медицинских наук, начальник отдела.
- Хубулава, Геннадий Григорьевич, доктор медицинских наук, заместитель начальника кафедры.
- Шихвердиев, Назим Низамович, доктор медицинских наук, профессор, — работник той же академии, .

За монографию «Этюды функциональной хирургии язвенной болезни»
- Оноприев, Владимир Иванович, доктор медицинских наук, директор Российского центра функциональной хирургической гастроэнтерологии.

За разработку и внедрение цифровой системы передачи дополнительной информации для сетей общего и специального назначения (система «ТВ-Информ»)
- Зубарев, Юрий Борисович, член-корреспондент Российской академии наук, директор федерального государственного унитарного предприятия «Научно-исследовательский институт радио», руководитель работы.
- Боловинцев, Юрий Михайлович, начальник лаборатории.
- Кривошеев, Марк Иосифович, доктор технических наук, главный научный сотрудник, — работник того же предприятия;
- Глубоков, Станислав Владимирович, заместитель начальника управления Министерства Российской Федерации по связи и информатизации;
- Прокофьев, Юрий Анатольевич, кандидат экономических наук, генеральный директор акционерного общества закрытого типа «ТВИнформ».
- Сарьян, Вильям Карпович, кандидат технических наук, заместитель генерального директора того же акционерного общества;
- Овсянников, Анатолий Васильевич, начальник вычислительного центра главного информационного центра Министерства внутренних дел Российской Федерации;
- Мушкин, Анатолий Михайлович, кандидат технических наук, заместитель технического директора производственного объединения "Машиностроительный завод «Молния».

За создание многочастотного поляриметрического авиационного радиолокационного комплекса дистанционного зондирования с синтезированной апертурой и цифровой адаптивной обработкой информации «ИМАРК»
- Востров, Эдгар Анатольевич, главный специалист федерального государственного унитарного предприятия «Московский научно-исследовательский институт приборостроения».
- Дзенкевич, Аркадий Владимирович, начальник лаборатории.
- Кошеваров, Геннадий Алексеевич, генеральный директор.
- Манаков, Валерий Юрьевич, ведущий инженер.
- Мельников, Леонид Яковлевич, генеральный конструктор.
- Плющев, Виктор Алексеевич, кандидат технических наук, начальник отдела.
- Порохов, Игорь Олегович, ведущий инженер, — работник того же предприятия;
- Кутуза, Борис Георгиевич, доктор физико-математических наук, заведующий лабораторией Института радиотехники и электроники Российской академии наук.

За цикл работ «Модели и методы в задачах физики атмосферы и океана»
- Марчук, Гурий Иванович, академик, советник Российской академии наук, почетный директор Института вычислительной математики Российской академии наук, руководитель работы.
- Галин, Венер Ягафарович, кандидат физико-математических наук, ведущий научный сотрудник.
- Дымников, Валентин Павлович, академик, директор.
- Залесный, Владимир Борисович, доктор физико-математических наук, ведущий научный сотрудник.
- Лыкосов, Василий Николаевич, член-корреспондент Российской академии наук, главный научный сотрудник.
- Саркисян, Артём Саркисович, академик, главный научный сотрудник, — работник того же института;
- Демин, Юрий Леонидович, доктор физико-математических наук (посмертно).

За создание автоматизированного промышленного производства диоксида урана для атомной энергетики
- Белынцев, Анатолий Михайлович, заместитель начальника цеха открытого акционерного общества «Машиностроительный завод».
- Дворянсков, Валерий Петрович, начальник лаборатории.
- Меркулов, Виктор Никифорович, главный механик.
- Седельников, Олег Львович, начальник цеха.
- Семочкин, Александр Алексеевич, главный приборист-метролог.
- Старовойтов, Сергей Петрович, начальник отделения, — работник того же акционерного общества;
- Камордин, Станислав Иванович, кандидат технических наук, ведущий научный сотрудник Государственного научного центра Российской Федерации «Всероссийский научно-исследовательский институт неорганических материалов имени академика А. А. Бочвара».

За реализацию комплексной программы создания объектов социального назначения в Москве и Севастополе
- Лужков, Юрий Михайлович, мэр Москвы, премьер правительства Москвы, руководитель работы.
- Китаева, Нина Николаевна, начальник отдела первого заместителя премьера правительства Москвы — руководитель Комплекса архитектуры, строительства, развития и реконструкции города.
- Толкачев, Олег Михайлович, доктор физико-математических наук, первый заместитель премьера правительства Москвы — руководитель Комплекса по имущественно-земельным отношениям;
- Ким, Вячеслав Ильич, заместитель командующего Черноморским флотом Российской Федерации — начальник строительства, инженерного обеспечения и расквартирования Черноморского флота Российской Федерации;
- Кравченко, Виктор Андреевич, начальник Главного штаба Военно-Морского Флота;
- Мухамедханов, Яркун Джафарович, директор государственного предприятия «Институт по проектированию промышленных и транспортных объектов для городского хозяйства города Москвы»;
- Силин, Валерий Михайлович, генеральный директор государственного унитарного предприятия «Управление экспериментальной застройки»;
- Симон, Валентина Леонидовна, главный инженер мастерской N 2 Московского научно-исследовательского и проектного института объектов культуры, отдыха, спорта и здравоохранения.

За результаты астрофизических исследований в рентгеновских и мягких гамма-лучах: наблюдения черных дыр и нейтронных звезд с орбитальной обсерватории «ГРАНАТ» в 1990—1998 годах (цикл работ)
- Новиков, Борис Сергеевич, заведующий отделом Института космических исследований Российской академии наук.
- Сюняев, Рашид Алиевич, академик, заведующий отделом.
- Тамкович, Геннадий Михайлович, доктор технических наук, заместитель директора.
- Терехов, Олег Викторович, доктор физико-математических наук, заведующий лабораторией, работник того же института;
- Бабышкин, Владимир Евгеньевич, главный конструктор темы федерального государственного унитарного предприятия «Научно-производственное объединение имени С. А. Лавочкина».
- Церенин, Иван Дмитриевич, заместитель начальника комплекса того же предприятия;
- Кустодиев, Валерий Дмитриевич, начальник отдела федерального государственного унитарного предприятия «Российский научно-исследовательский институт космического приборостроения»;
- Глинкин, Юрий Николаевич (посмертно).

За создание «Геологического атласа России»
- Смыслов, Анатолий Андреевич, доктор геолого-минералогических наук, профессор — консультант Санкт-Петербургского государственного горного института имени Г. В. Плеханова (технического университета), руководитель работы.
- Литвиненко, Владимир Стефанович, доктор технических наук, ректор.
- Сендек, Сергей Вячеславович, кандидат геолого-минералогических наук, профессор, — работник того же института;
- Бурдэ, Александр Исаакович, кандидат геолого-минералогических наук, ведущий научный сотрудник Всероссийского научно-исследовательского геологического института имени А. П. Карпинского Министерства природных ресурсов Российской Федерации и Российской академии наук.
- Харламов, Михаил Георгиевич, кандидат геолого-минералогических наук, заведующий отделом того же института;
- Рундквист, Дмитрий Васильевич, академик, директор Государственного геологического музея имени В. И. Вернадского Российской академии наук;
- Межеловский, Николай Васильевич, доктор геолого-минералогических наук, директор общества с ограниченной ответственностью «Межрегиональный центр по геологической картографии».

За монографию «Великорусский пахарь и особенности российского исторического процесса»
- Милов, Леонид Васильевич, академик, заведующий кафедрой Московского государственного университета имени М. В. Ломоносова.

За разработку научных основ формирования экологически сбалансированных, высокопродуктивных агроландшафтов и систем земледелия
- Володин, Виктор Митрофанович, член-корреспондент Российской академии сельскохозяйственных наук, директор Всероссийского научно-исследовательского института земледелия и защиты почв от эрозии Российской академии сельскохозяйственных наук.
- Здоровцов, Иван Петрович, доктор сельскохозяйственных наук, заведующий лабораторией.
- Черкасов, Григорий Николаевич, доктор сельскохозяйственных наук, заместитель директора, — работник того же института;
- Каштанов, Александр Николаевич, академик Российской академии сельскохозяйственных наук, первый вице-президент Российской академии сельскохозяйственных наук;
- Котлярова, Ольга Геннадиевна, академик Российской академии сельскохозяйственных наук, проректор Белгородской государственной сельскохозяйственной академии;
- Немцев, Николай Сергеевич, член-корреспондент Российской академии сельскохозяйственных наук, директор Ульяновского научно-исследовательского института сельского хозяйства Российской академии сельскохозяйственных наук;
- Ткаченко, Владимир Григорьевич, кандидат сельскохозяйственных наук, заведующий лабораторией Алтайского научно-исследовательского института земледелия и селекции сельскохозяйственных культур Сибирского отделения Российской академии сельскохозяйственных наук;
- Щербаков, Андрей Павлович, академик Российской академии сельскохозяйственных наук, заведующий кафедрой Воронежского государственного университета.

За разработку научных основ и внедрение комплекса технических решений по обеспечению надежности и безопасности мощных газотранспортных систем криолитозоны
- Будзуляк, Богдан Владимирович, кандидат технических наук, члену правления — начальник департамента открытого акционерного общества «Газпром».
- Кульков, Анатолий Николаевич, кандидат технических наук, начальник отдела общества с ограниченной ответственностью «Уренгойгазпром».
- Ланчаков, Григорий Александрович, главный инженер — первый заместитель генерального директора.
- Сулейманов, Рим Султанович, кандидат технических наук, генеральный директор, — работник того же общества с ограниченной ответственностью.
- Харионовский, Владимир Васильевич, доктор технических наук, заведующий лабораторией общества с ограниченной ответственностью «Всероссийский научно-исследовательский институт природных газов и газовых технологий», — работник того же открытого акционерного общества «Газпром»;
- Егурцов, Сергей Алексеевич, старший научный сотрудник Российского государственного университета нефти и газа имени И. М. Губкина;
- Канайкин, Виктор Архипович, доктор экономических наук, генеральный директор закрытого акционерного общества "Производственное объединение «Спецнефтегаз»;
- Фаворский, Олег Николаевич, академик, академик-секретарь Отделения физико-технических проблем энергетики Российской академии нау.

За работу «Твердые растворы теллуридов кадмия-ртути и фотодиоды на их основе для инфракрасной техники нового поколения»
- Стафеев, Виталий Иванович, доктор физико-математических наук, главный конструктор направления государственного унитарного предприятия "Научно-производственное объединение «Орион», руководитель работы.
- Бовина, Лидия Александровна, доктор физико-математических наук, главный научный сотрудник.
- Болтарь, Константин Олегович, кандидат физико-математических наук, начальник отдела.
- Климанов, Евгений Алексеевич, кандидат технических наук, начальник отдела.
- Пономаренко, Владимир Павлович, доктор физико-математических наук, первый заместитель генерального директора.
- Соляков, Владимир Николаевич, кандидат физико-математических наук, начальник отдела, — работник того же предприятия;
- Лакеенков, Владимир Михайлович, кандидат технических наук, заведующий лабораторией федерального государственного унитарного предприятия "Государственный научно-исследовательский и проектный институт редкометаллической промышленности «Гиредмет»;
- Гибин, Игорь Сергеевич, доктор технических наук, директор государственного унитарного предприятия «Сибирский научно-исследовательский институт оптических систем».

За создание научных основ и технологий массового производства биологически активных и экологически чистых продуктов пчеловодства
- Шаповалов, Геннадий Алексеевич, генеральный директор открытого акционерного общества Пчеловодный комбинат «Коломенский», руководитель работы.
- Воробьёв, Владимир Андреевич, слесарь.
- Глущенко, Виктория Вадимовна, заведующая лабораторией.
- Корнеев, Сергей Михайлович, начальник цеха, — работник того же акционерного общества;
- Кривцов, Николай Иванович, доктор сельскохозяйственных наук, директор Научно-исследовательского института пчеловодства Российской академии сельскохозяйственных наук.
- Кирьянов, Юрий Николаевич, кандидат сельскохозяйственных наук, заведующий отделом.
- Лебедев, Вячеслав Иванович, доктор сельскохозяйственных наук, заведующий отделом.
- Сокольский, Сергей Сергеевич, кандидат сельскохозяйственных наук, директор федерального государственного унитарного предприятия "Опытно-производственное племенное пчелоразведенческое хозяйство «Краснополянское», — работник того же института.